# Comuna de Sędziejowice
Sędziejowice (polaco: Gmina Sędziejowice) é uma gminy (comuna) na Polónia, na voivodia de Lodz e no condado de Łaski. A sede do condado é a cidade de Sędziejowice.
De acordo com os censos de 2004, a comuna tem 6533 habitantes, com uma densidade 54,4 hab/km².

## Área
Estende-se por uma área de 120,17 km², incluindo:
- área agricola: 64%
- área florestal: 27%

## Demografia
Dados de 30 de Junho 2004:
|                      | Total   | Total | Mulheres | Mulheres | Homens  | Homens |
| -------------------- | ------- | ----- | -------- | -------- | ------- | ------ |
|                      | pessoas | %     | pessoas  | %        | pessoas | %      |
| População            | 6533    | 100   | 3299     | 50,5     | 3234    | 49,5   |
| Densidade (pop./km²) | 54,4    | 100   | 27,5     | 27,5     | 26,9    | 26,9   |

De acordo com dados de 2002, o rendimento médio per capita ascendia a 1372,73 zł.

## Comunas vizinhas
- Buczek, Łask, Widawa, Zapolice, Zelów, Zduńska Wola